# Banco João Lopes
O Banco João Lopes localiza-se no oceano Atlântico, a cerca de uma milha náutica a Noroeste do lugar dos Anjos, na freguesia da Vila do Porto, no concelho da Vila do Porto, na costa norte da ilha de Santa Maria, nos Açores.

## Formação geológica
Esta formação geológica constitui-se num afloramento rochoso marítimo, numa zona desabrigada, em uma das extremidades da ilha, característica que leva a que no local, por vezes, existam correntes marítimas bastante fortes.
Teve origem em escoadas lávicas formativas, sendo que os fundos da área circundante desta formação rochosa variam desde os 27 metros onde emerge a menor profundidade indo até aos 45 metros nas zonas mais profundas e onde os fundos são formados predominantemente por rocha basáltica. Aqui e ali são salpicado por areias e pedras de grandes dimensões.
Devido à pureza das águas, a visibilidade estende-se a cerca de 22 metros de profundidade.

## Flora e fauna
Esta formação dotada de uma riqueza biológica bastante variada. A povoar não só o fundo rochoso, mas também a meia água, encontram-se cardumes de castanhetas-amarelas ("Chromis limbata"), garoupas ("Serranus atricauda"), peixes-balão ("Sphoeroldes marmoratus"), peixes-rei ("Coris julis"), peixes-rainha ("Thalassoma pavo"), salemas ("Sarpa salpa") e vejas ("Spansoma cretense"). Por voltas dos 20 metros de profundidade, surgem mais frequentemente as bicudas, o lírios, os grandes meros, cardumes de jamantas, golfinhos ruaz-corvineiro e um tubarão de pontas brancas, também conhecido nos Açores por "marracho".
Além das espécies mencionadas existe ainda ainda uma enorme variedade de fauna e flora marinha, onde se destacam:
- Água-viva ("Pelagia noctiluca")
- Alga castanha ("Dictyota dichotoma")
- Alga Roxa - ("Bonnemaisonia hamifera")
- Anêmona-do-mar ("Alicia mirabilis")
- Alface do mar ("Ulva rígida")
- Ascídia-flor ("Distaplia corolla")
- Boga ("Boops boops")
- Bodião ("labrídeos")
- Caravela-portuguesa ("Physalia physalis")
- Chicharro ("Trachurus picturatus")
- Estrela-do-mar ("Ophidiaster ophidianus")
- Lírio ("Campogramma glaycos")
- Mero ("Epinephelus itajara")
- Ouriço-do-mar-negro ("Arbacia lixula")
- Peixe-cão ("Bodianus scrofa")
- Peixe-porco ("Balistes carolinensis")
- Polvo ("Octopus vulgaris")
- "Pomatomus saltator"
- Salmonete ("Mullus surmuletus")
- Solha ("Bothus podas maderensis")
- Sargo ("Dictyota dichotoma")
- Toninha-brava  ("Tursiops truncatus")
- Tartaruga-careta - ("Caretta caretta")
- "Zonaria flava"